# Clive Forster Cooper
Sir Clive Forster Cooper (* 3. April 1880 in Hampstead (London); † 23. August 1947) war ein englischer Paläontologe und Leiter des Natural History Museum von London.

## Leben
Clive Forster Cooper war Sohn des Solicitors John Forster Cooper, dessen Familienlinie sich bis in das Jahr 1427 zurückverfolgen lässt. Er besuchte eine Privatschule in Oxford (Summerfields) und studierte ab 1897 am Trinity College der University of Cambridge, wo er Zoologie, Physiologie und Geologie studierte. Hier wurde der Professor Stanley Gardiner auf Forster Cooper aufmerksam und nahm ihn in dessen zweiten Universitätsjahr 1899 auf eine Forschungsexpedition auf die Malediven mit. Unterwegs mit einem Schoner und 20 Crewmitgliedern sammelten sie zahlreiches Material rund um die Inselwelt, sowohl vom Innern der Inseln als auch in den umgebenden Korallenriffen. Gardiner musste allerdings bedingt durch eine Malariaerkrankung nach Colombo (Sri Lanka, damals Ceylon), um dort zu genesen, so dass es Forster Cooper vorbehalten war, die Expedition im Alter von 20 Jahren weiterzuführen und zu beenden. Er kehrte mit Mannschaft und Schiff nach England zurück und schloss 1901 sein Studium in Cambridge ab.

## Forschungsschwerpunkte und Wirken in Cambridge
Unmittelbar nach seinem Studium nahm Forster Cooper Forschungsuntersuchungen bei der International North Sea Fisheries Commission auf, die von 1902 bis 1903 andauerten, um dann im Jahr 1905 zu Studien auf die Seychellen aufzubrechen. Die Rückkehr 1906 nach Cambridge nutzte er zur Aufarbeitung seiner beiden Expeditionen auf dem Indischen Ozean. Während dieser Zeit traf Forster Cooper den Paläontologen Charles William Andrews vom Natural History Museum in London, welcher ihn ins Fayyum in Ägypten einlud, einer der bedeutendsten Fossillagerstätten aus der Zeit des Eozäns bis Oligozäns. Die Expedition startete 1907, wobei zahlreiches Fundmaterial entdeckt wurde und den Fokus der Forschungen Forster Coopers  von der Meeresbiologie auf die Paläontologie schwenkte. Er verbrachte daraufhin ein Jahr am American Museum of Natural History, um weitere Fossilien zu studieren und lernte dabei auch bedeutende Persönlichkeiten wie Henry Fairfield Osborn, Walter W. Granger, William King Gregory und William Diller Matthew kennen, denen er auch bei ihren Feldforschungen in Wyoming half. Als Forster Cooper 1910 nach Cambridge zurückkehrte, erfuhr er von bedeutenden Entdeckungen Guy Ellcock Pilgrims in den Bugti-Bergen Belutschistans und organisierte daraufhin noch im gleichen Jahr eine Expedition dorthin, der eine weitere 1911 folgte. Dabei wurden unzählige Fossilien entdeckt, darunter auch jene eines riesigen Tieres, welches von Pilgrim in einer kurzen Notiz als Aceratherium bugtiense benannt worden war. Forster Cooper präparierte die Knochen in Cambridge selbst und publizierte Ende 1911 die Entdeckung von Paraceratherium, dem größten Landsäugetier aller Zeiten und welches auf Pilgrims Aceratherium-Funde teilweise basierte.
Der Erste Weltkrieg unterbrach Forster Coopers Forschungen. Er wurde, da er auch ein medizinbasiertes Studium durchgeführt hatte, engagiert, um ein Heilmittel gegen Malaria zu entwickeln, womit er seine Militärzeit bestritt. Im Jahr 1921 trat er aus dem Militärdienst aus und wurde Leiter des zoologischen Museums der University of Cambridge, einen Posten, den er schon 1914 akzeptiert hatte. In dieser Position reformierte er das Bibliothekssystem der Universität, fand aber auch Zeit, seine Studien an den Fossilien aus den Bugti-Bergen neu aufzunehmen.

## Am Natural History Museum
Im Jahr 1938 im Alter von 58 Jahren, wurde Forster Cooper zum Direktor des Natural History Museums berufen. Dadurch war es ihm möglich, weitaus umfangreicheres Fossilmaterial zu studieren, unter anderem paläozoische Fische, das eozäne Hyracotherium und eiszeitliche Mammuts. Er reiste viel und entwarf ein neues Konzept für das Museum mit freistehenden Skelettrekonstruktionen, die dieses an die vorderste Linie der Naturhistorischen Museen der Welt bringen sollten und das vergleichbar wäre mit jenen von New York und Yale. Allerdings unterbrach der Zweite Weltkrieg diese Arbeiten. Forster Cooper veranlasste 1939 den Museumsbestand, der in Alkohol eingelegte Präparate und fragile Fossilien umfasste, nach Tring in Hertfordshire, 30 km nördlich von London auszulagern, wo er hoffte, dass diese aufgrund der Bedeutungslosigkeit der Ortschaft einem Bombardement seitens der Deutschen entgehen konnte. Während des Krieges war das Museumsgebäude in London permanent von Feuerwehrleuten besetzt, um Brände, die durch Bomben entstanden, sofort löschen zu können. Auch Forster Cooper war täglich dort anwesend. Unmittelbar nach dem Ende des Krieges organisierte Forster Cooper den Rücktransport der Fossilien und Ausstellungsstücke sowie die Reparatur des Museums selbst, jedoch führte Geldknappheit zu ständigen Verzögerungen. Clive Forster Cooper starb im Alter von 67 Jahren, gezeichnet durch mehrere Nasennebenhöhlenentzündungen, noch während er als Museumsdirektor fungierte, wodurch es ihm nicht vergönnt war, die neue Ausstellung des Natural History Museum zu eröffnen.

## Ehrungen
Forster Cooper erhielt für seine Lebensleistungen mehrere Ehrungen. Im Jahr 1936 wurde er in die Royal Society gewählt und 1946 zum Knight Bachelor ernannt. Horace Elmer Wood benannte 1938 Forstercooperia nach ihm, den frühesten Vertreter der Indricotheriidae, zu denen auch Paraceratherium gehört. Allerdings musste Wood den zuerst gewählten Namen Cooperia nachträglich umbenennen, da schon ein Fadenwurm diese Bezeichnung trug. Auch die Art Gomphotherium cooperi, ein von Henry Fairfield Osborn 1926 eingeführtes und heute ausgestorbenes Rüsseltier, wurde nach Forster Cooper benannt.

## Schriften (Auswahl)
- Paraceratherium bugtiense, a new genus of Rhinocerotidae from the Bugti Hils of Baluchistan: preliminary notice. Annals and Magazine of Natural History (8) 8, 1911, S. 711–716
- New genera and species of mammals from the Miocene deposits of Baluchistan. Annals and Magazine of Natural History (8) 16, 1915, S. 404–410
- On the skull and dentition of Paraceratherium bugtiense: a genus of aberrant rhinoceros from the lower Miocene deposits of Dera Bugti. Philosophical Transactions of the Royal Society of London (B) 212, 1924, S. 369–394
- The extinct Rhinoceroses of Baluchistan. Philosophical Transactions of the Royal  by Browse to Save" id="_GPLITA_0">Society of London (B) 223, 1934, S. 569–616
- The Middle Devonian fish fauna of Achanarras. Transactions of the Royal Society Edinburgh 59, 1937, S. 223–239